# Kanton Briançon-Nord
Der Kanton Briançon-Nord war von 1973 bis 2015 ein französischer Wahlkreis im Arrondissement Briançon, im Département Hautes-Alpes und in der Region Provence-Alpes-Côte d’Azur. Er umfasste drei Gemeinden und einen Teil des Hauptortes (frz.: chef-lieu) Briançon. Die landesweiten Änderungen in der Zusammensetzung der Kantone brachten im März 2015 seine Auflösung.

## Gemeinden
| Gemeinde     | Einwohner (Stand: 2022) | Code postal | Code Insee |
| ------------ | ----------------------- | ----------- | ---------- |
| Briançon     | 3401*                   | 05100       | 05023      |
| Montgenèvre  | 459                     | 05100       | 05085      |
| Névache      | 360                     | 05100       | 05093      |
| Val-des-Prés | 610                     | 05100       | 05174      |

(*) Teilbereich. Die Einwohnerzahl betrifft den zum Kanton gehörenden Teil der Stadt.